# 姚希孟
姚希孟（1579年—1636年），字孟長，号現聞，苏州府吳縣（今屬江蘇）人，明代文学家。

## 生平
出生十月，父早逝，由母文氏勵志鞠之。与舅父文震孟同學，時有盛名。萬曆四十年（1612年）壬子科應天鄉試舉人，四十七年（1619年）舉己未科進士，考选为庶吉士。座主韓爌、馆师刘一燝很器重他，两人并执政，遇大事多向他咨询。天启時，授檢討，纂修《神宗實錄》。后乞假告归。四年冬还朝，当时东林党赵南星、高攀龙等人被赶出朝廷，党祸大作，姚希孟也被崔呈秀的《天鉴录》列为東林黨人，明年以母丧归，甫出京都，给事中杨所修弹劾他为缪昌期死党，遂削籍为民。作《開讀始末》記吳民反閹黨事。崇禎元年起左贊善。歷右庶子，為经筵日講官。三年秋，與諭德姚明恭主順天鄉試。有武生二人冒籍中式，被給事中王猷弹劾，又遭溫體仁忌，贬为南京少詹事，掌南京翰林院，不久告病归乡，家居二年，崇禎九年（1636年）卒。福王时赠礼部侍郎，谥文毅。
母文氏卒後，蔬食三年，昼夜诵佛经不止。著成《佛法金汤徵文录》十卷。黄道周《漳浦集》中写道：“万历初年，阁臣鸷起，文章之道，复归词林，李大泌，姚吴门为之归墟……予不及事大泌，雅交于吴门。下所为，霞蒸岳举，文行宗表，无有先于吴门者矣。先生安步指辞，宏声亮实，韩蒲州见之而有王佐之称，刘南昌因之而有人龙之叹。”还著有《公槐集》、《响玉集》、《棘门集》、《沆瀣集》、《循沦集》、《丹黄、松瘿集》、《伽陵集》、《风唫集》等。

## 家族
子姚宗典，字文初，號雯庵，能传家学。崇祯十五年壬午举人，国变后隐居山中。次子姚宗昌，字瑞初，號茎斋，为诸生，与兄齐名，屡试不第。